# Quisi (condado)
Quisi (Kisii) é um condado do Quênia situado na antiga província de Nianza. Tem como capital a cidade de Quisi. De acordo com o censo de 2019, havia 1 266 860 habitantes. Possui 1 323 quilômetros quadrados de área. Antes era um dos distritos (vilaietes) de Nianza.